# Rhyncomya flavipes
Rhyncomya flavipes är en tvåvingeart som först beskrevs av Robineau-desvoidy 1830.  Rhyncomya flavipes ingår i släktet Rhyncomya och familjen Rhiniidae. Inga underarter finns listade i Catalogue of Life.